# Jacques Duphly
Jacques Duphly (psán také Dufly nebo Du Phly; 12. ledna 1715 Rouen – 15. července 1789 Paříž) byl francouzský hudební skladatel, varhaník a cembalista.

## Život
Jacques Duphly se narodil v Rouenu jako syn Jacques-Agathe Duphlyho a Marie-Louise Boivinové. Jeho matka byla dcerou varhaníka katedrály v Rouenu. Od dětství se učil hrát na cembalo a varhany. Záhy působil jako varhaník katedrály v Évreux. V 19 letech se stal prvním varhaníkem kostela sv. Eligia v Rouenu a v roce 1740 i druhým varhaníkem katedrály Nanebevzetí Panny Marie.
V roce 1742, po smrti svého otce, odešel do Paříže. Zanechal hry na varhany a zcela se věnoval cembalu. Stal se oblíbeným koncertním umělcem i hudebním pedagogem. V letech 1744–1768 vydal čtyři svazky skladeb pro cembalo. Jean-Jacques Rousseau jej požádal o zpracování hesla o cembalu pro svou Encyklopedii.
Krátce po vydání čtvrtého svazku cembalových skladeb se z neznámých důvodů ztratil z veřejného života. Zemřel v Paříži 15. července 1789, den po dobytí Bastily, sám a zapomenut. Během Velké francouzské revoluce bylo jeho dílo zapomenuto a bylo objeveno až koncem 20. století.

## Dílo

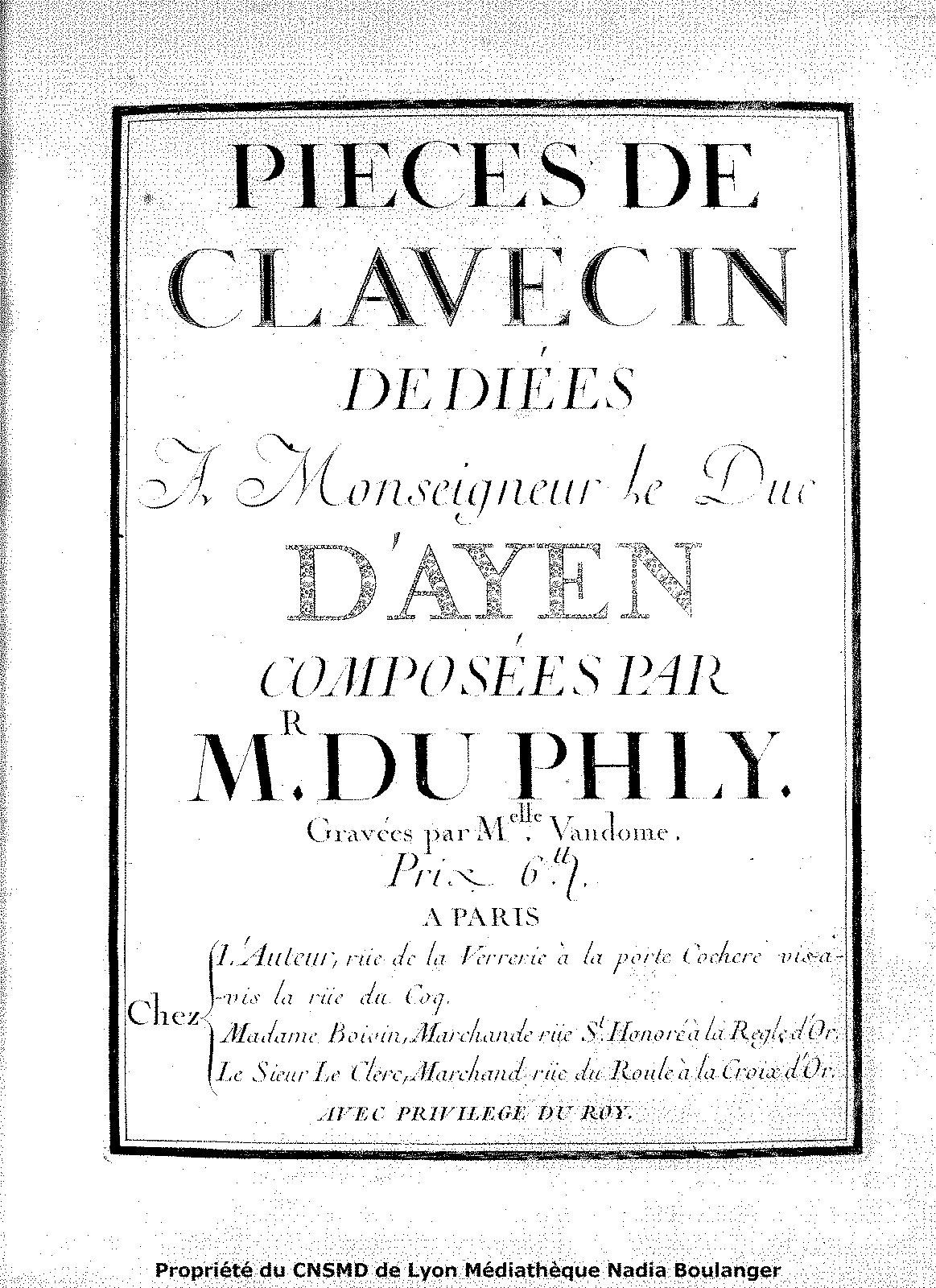
Titulní strana Pièces de clavecin I.

- Pièces de clavecin dédiées à Monseigneur le duc d'Ayen (1744)

1. Allemande
2. Courante
3. La Vanlo et Rondeau
4. La Tribolet et Rondeau
5. La Damanzi
6. La Cazamajor
7. Allemande
8. La Boucon
9. La Larare
10. Menuet (2 menuets)
11. Rondeau (2 rondeaux)
12. La Millettina

- Second livre de Pièces de clavecin (1748)

1. La de Villeroy
2. La Felix
3. La De Vatre
4. La Lanza
5. Rondeau Les Colombes
6. La Demanzi
7. La de Beuzeville
8. La d'Héricourt
9. Gavotte
10. Menuet
11. La de Redmond
12. La de Brissac

- Troisième livre de Pièces de Clavecin (1756)

1. Ouverture
2. Rondeau La de May
3. La Madin
4. La Forqueray
5. Chaconne
6. Médée
7. Les Graces
8. La de Belombre
9. Menuets
10. La de Casaubon
11. La Du Tailly
12. La Devalmalette
13. La de la Tour
14. La de Guyon
15. Menuets
16. Rondeau La de Chamlay
17. Gavotte

- Quatrieme Livre de Pièces de clavecin (1768)

1. La de Juigné
2. La de Sartine
3. Rondeau La de Drummond
4. Le de Vaucanson
5. Rondeau La Pothoüin
6. La Dubuq

Duphlymu je také připisován spis: Méthode de basse chiffrée.